# Gurgã
Gurgã (em persa: گرگان; romaniz.: Gurgan ou Gorgan; nos idiomas cáspios: Vergen), outrora Astarabade, é a capital da província iraniana do Gulistão. Encontra-se a aproximadamente 400 quilômetros a nordeste de Teerã, e a 30 do mar Cáspio. Em 2005 tinha uma população estimada em 241 177 habitantes.
A cerca de 150 km a leste de Gurgã encontra-se o Parque Nacional de Gulistão. A cidade tem um aeroporto regional e diversas universidades. O Aeroporto de Gurgã foi inaugurado em setembro de 2005.